# Ulica Kurkowa we Wrocławiu
Ulica Kurkowa (do 1945 r. Schießwerderstraße) – ulica na wrocławskim Przedmieściu Odrzańskim, łącząca dziś ulicę Dubois (przy placu Maksa Borna) z Placem Strzeleckim, długości 554 m.

## Historia
Przed rozbiórką fortyfikacji miejskich (do 1808 roku) i bezpośrednio po niej była to podrzędna droga na przedpolu dawnego Odrzańskiego Dzieła Koronowego i Srebrnego Szańca. Jej zabudowa po roku 1808 była bardzo słaba i skupiała się po wschodniej stronie drogi, która aż do roku 1824 pozostawała bezimienna. Dopiero potem nazwano ją Offene Gasse (Zaułek Otwarty, bo wciąż pozostawała z jednej strony niezabudowana). Następnie, po wybudowaniu dwóch mostów: łączącego Kępę Mieszczańską z lewym brzegiem Odry Południowej Königsbrücke (w 1875, dziś Most Sikorskiego) oraz łączącego tę wyspę z prawym brzegiem Odry Północnej Wilhelmsbrücke (w 1876, dziś stary Most Mieszczański), ulica została po stronie południowej przedłużona do Salzstraße (dziś ul. Cybulskiego), a na północnym końcu do Schießwerderplatz (dosłownie „plac Kępy Strzeleckiej”, od istniejącej tu dawnej strzelnicy miejskiej, dziś plac Strzelecki) i od końca lat 70. XIX wieku do 1945 roku nazywała się Schießwerderstraße. Po II wojnie światowej nazwana została ulicą Kurkową, co nawiązywało do mieszczańskiego bractwa kurkowego, jednej z działających tu w przeszłości organizacji strzeleckich.
Z ulicą Kurkową związana jest m.in. przeszłość Edith Stein, gdyż znajdował się tu skład drzewny prowadzony przez jej rodziców i będący źródłem utrzymania całej rodziny. To do kamienicy przy Kurkowej 12, nieopodal tego składu drzewnego, wprowadziła się rodzina Edith, kiedy ta była jeszcze dzieckiem
Podczas oblężenia Festung Breslau w 1945 roku kamienice wzdłuż tej ulicy w znacznej części zostały poważnie uszkodzone lub zniszczone. Całkowicie zburzone zostały domy na początkowym odcinku południowym, pomiędzy dzisiejszą ulicą Cybulskiego a Dubois (w związku z czym odcinek ten został w 1956 roku włączony do dzisiejszego placu Maksa Borna, wtedy nazywanego placem Dąbrowszczaków), a także budynki na posesjach nr 30, 38, 44 i 55 do 59. Te z kamienic, które nadawały się do remontu, zostały krótko po wojnie naprawione i zasiedlone, ale w następnych dziesięcioleciach ich stan techniczny (podobnie jak stan techniczny brukowanej jezdni) ulegał degradacji. Dlatego ulica Kurkowa stała się z czasem atrakcyjnym planem filmowym dla reżyserów kręcących filmy wojenne lub takie, które pokazują wydarzenia, mające miejsce krótko po zakończeniu II wojny światowej. Sceny realizowali tu m.in. Igor Zajcew i Janusz Petelski w 2006 roku do rosyjskiego serialu Dywersant. Koniec wojny, a także Steven Spielberg w 2014 roku do filmu Most szpiegów (ang. Bridge of Spies).